# Teatro nacional de Finlandia

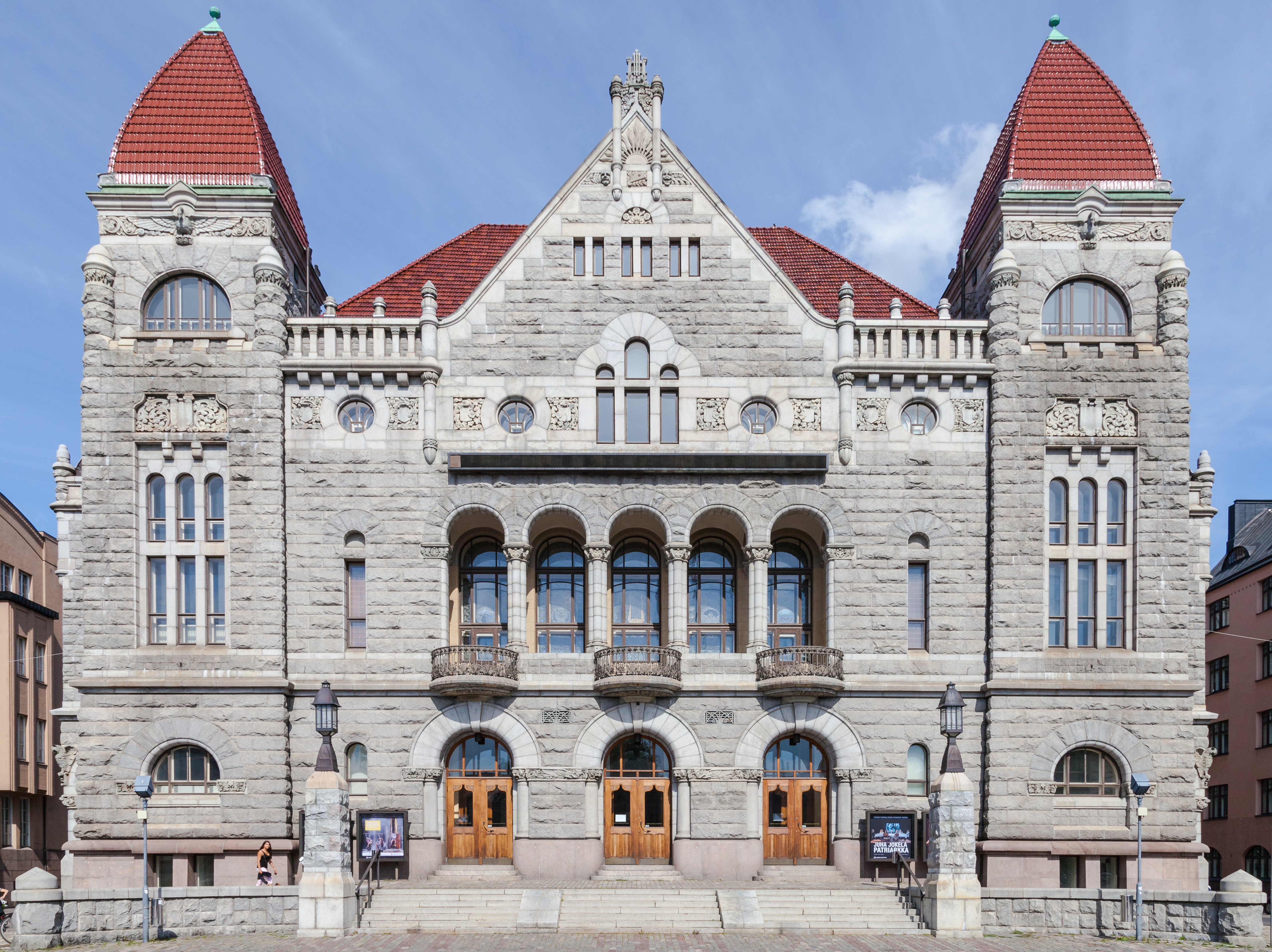
Teatro nacional de Finlandia.

El Teatro nacional de Finlandia (en finés, Suomen Kansallisteatteri; en sueco,  Finlands nationalteater) es un teatro fundado en 1872 en la localidad de Pori, y establecido actualmente en un edificio en Helsinki cerca de la estación central. Se conocía como Teatro finlandés hasta 1902. Es el teatro más antiguo donde se han representado obras en finés. 

## Diseño y estilo
El edificio fue diseñado por Onni Tarjanne en estilo modernista inspirado por el Nacionalismo romántico. 
A menudo, se asocia el teatro a la estatua del escritor Aleksis Kivi, situada en frente.

## Directores
- Kaarlo Bergbom 1872–1906, Emilie Bergbom 1872–1917
- Jalmari Hahl 1905 - 1907
- Adolf Lindfors 1907–1914
- Jalmari Lahdensuo 1914–1917
- Eino Kalima 1917–1950
- Arvi Kivimaa 1950–1974
- Kai Savola 1974–1991
- Maria-Liisa Nevala 1992–2010
- Mika Myllyaho 2010–

## Galería de imágenes

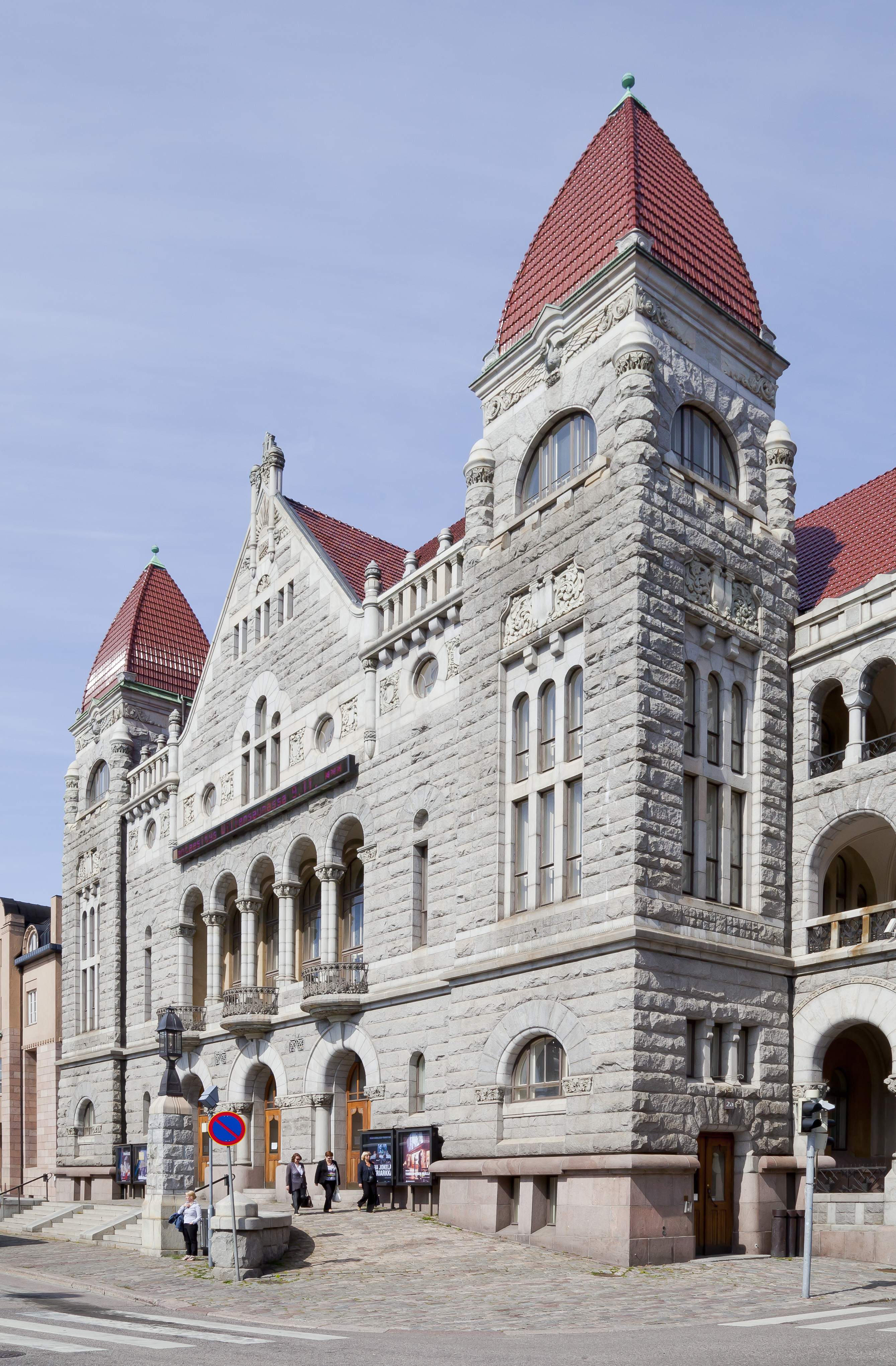
Vista lateral.
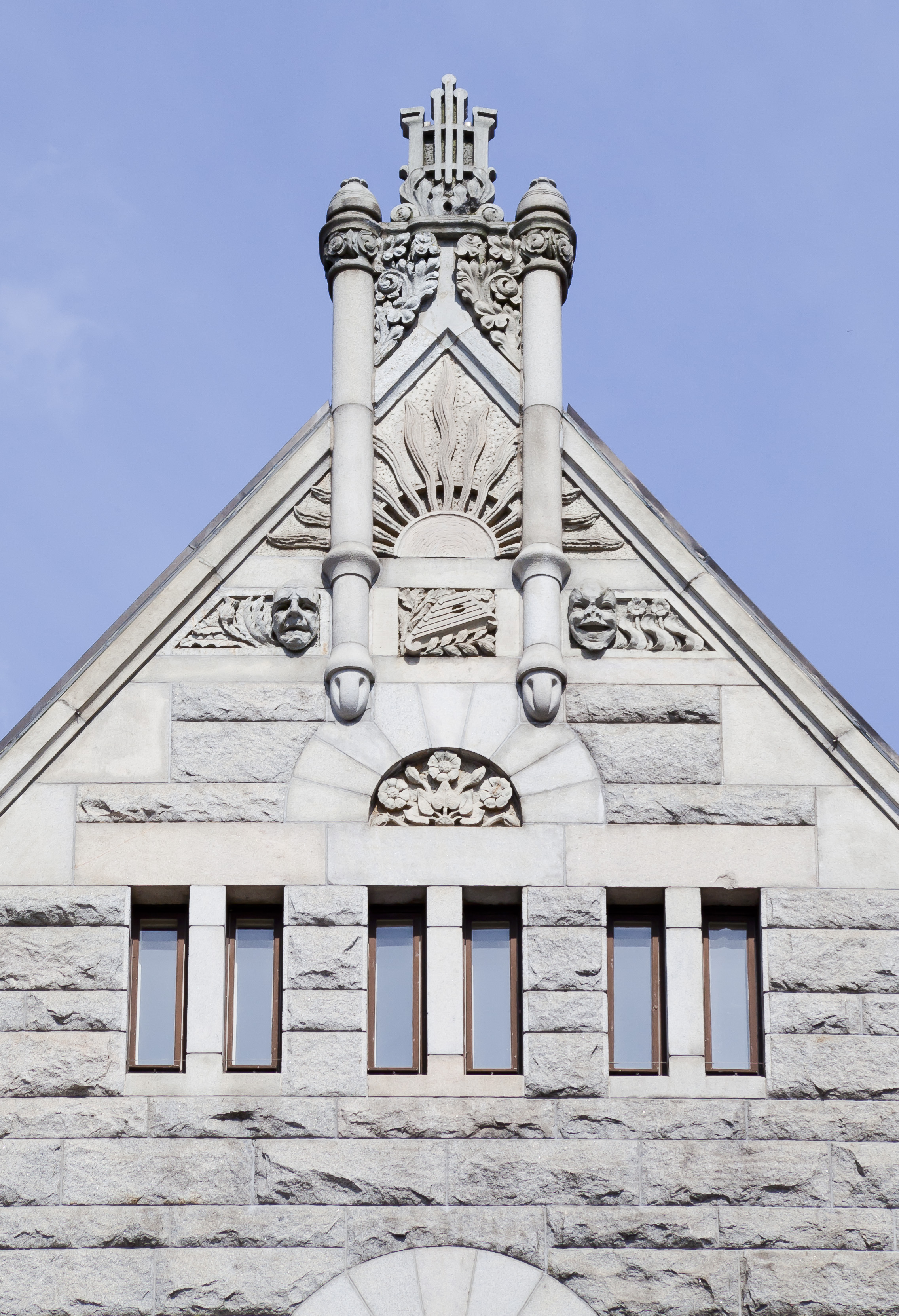
Detalle de la parte superior.
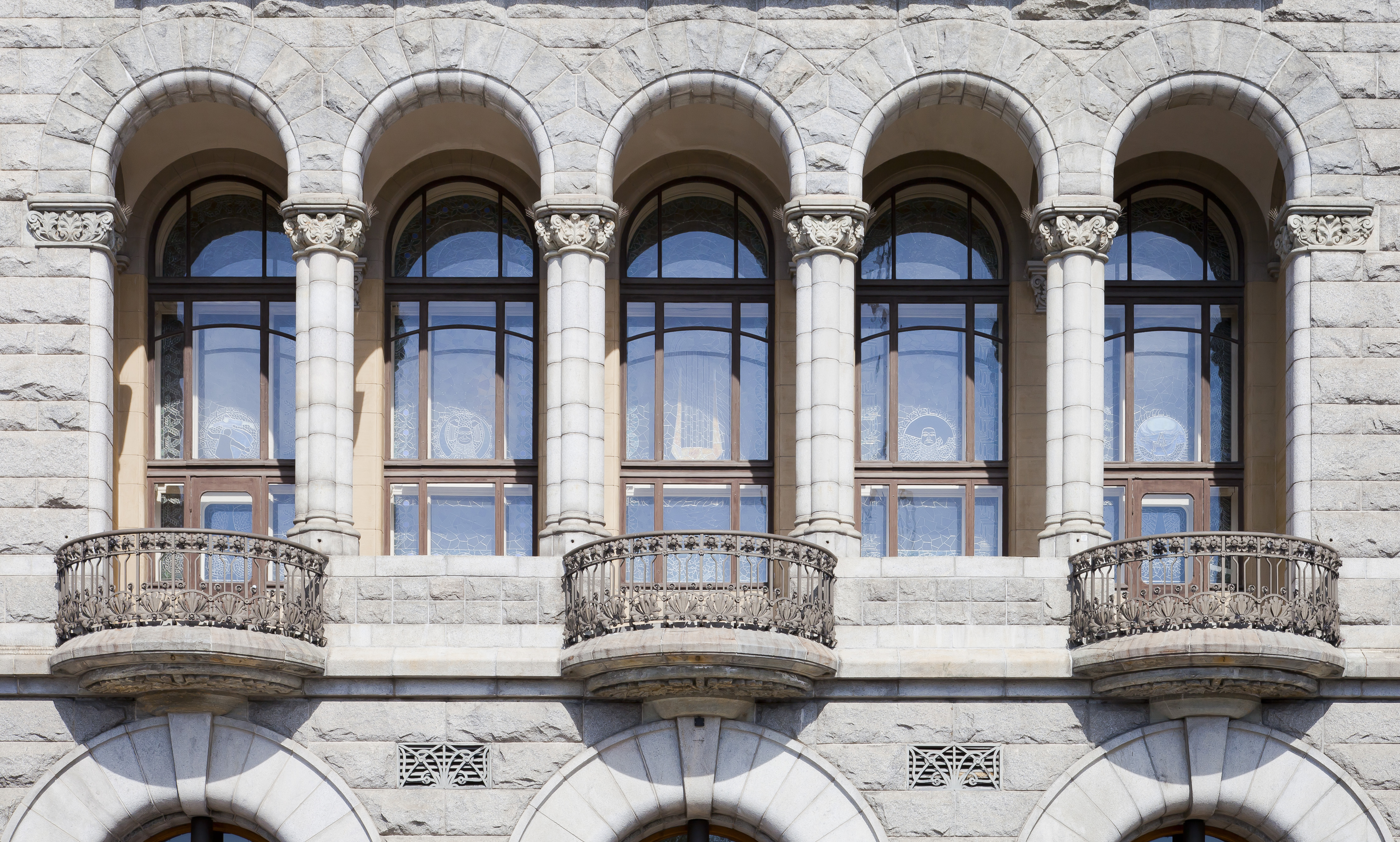
Detalle de los balcones.